# Rio Cruta
Cruta é um rio que atravessa o território de Honduras, na América Central.